# Excoecaria magenjensis
Excoecaria magenjensis là một loài thực vật có hoa trong họ Đại kích. Loài này được Sim mô tả khoa học đầu tiên năm 1909.